# Espelho-d'água

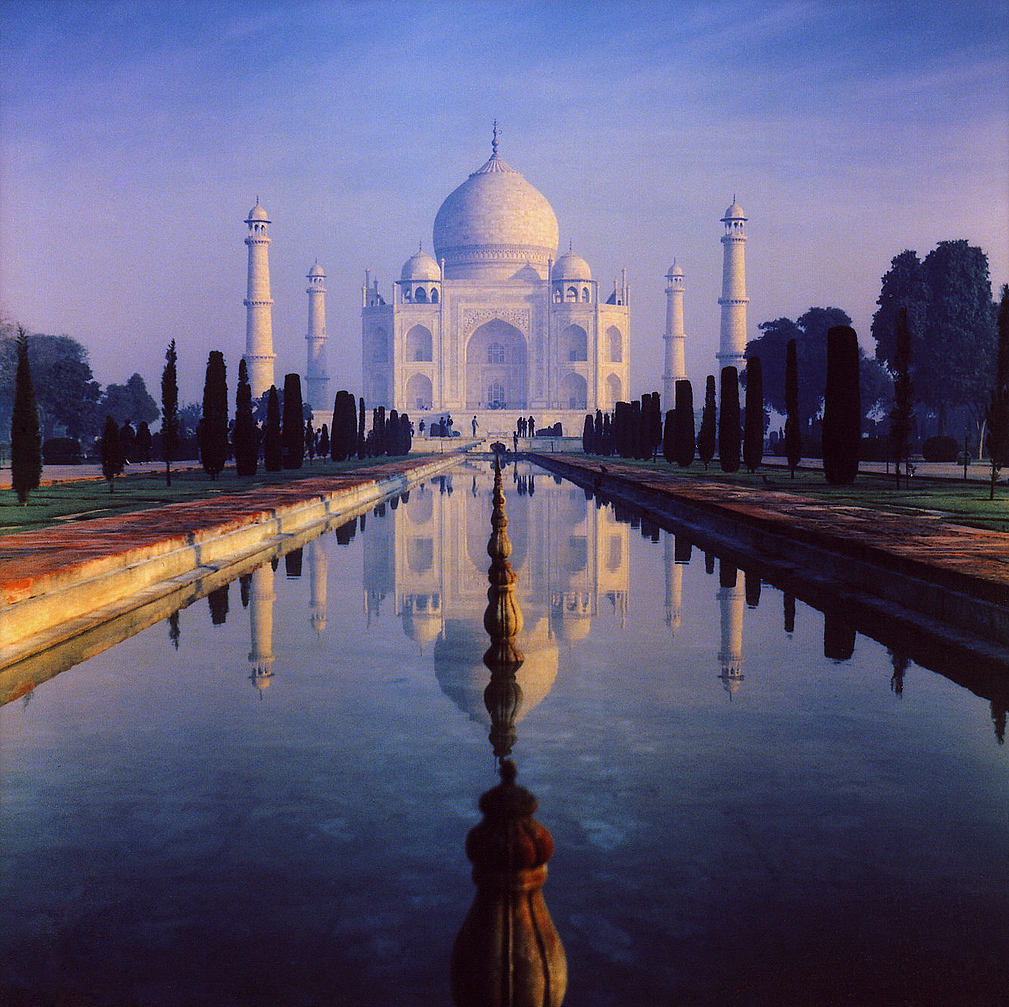
Espelho-d'água refletindo o Taj Mahal.

Espelho-d'água é uma superfície contínua de água exposta à atmosfera e visível de uma determinada altitude. Corresponde à área ocupada por um corpo d'água — lago, lagoa, reservatório de barragem, açude, etc.
Também se dá o nome de espelho-d'água ao elemento da arquitetura, que consiste de uma piscina rasa de água, usado tanto para finalidades reflectivas da obra principal, simplesmente como mais um elemento decorativo ou ainda como barreira de acesso.
Um desenho com bordas sendo ligeiramente mais profundo do que o centro da piscina é muitas vezes utilizado para reprimir outra formação. É projetado para inspirar solenidade e, como o próprio nome indica, reflexão.
O mais famoso espelho-d'água é um dos que conduzem ao Taj Mahal, em Agra, na Índia.
Os mais notáveis espelhos-d'água nos Estados Unidos são: [carece de fontes?]
- Espelho-d'água do Lincoln Memorial entre o Lincoln Memorial e o Monumento de Washington, em Washington, D.C.
- The King Center em Atlanta, Geórgia homenagem a Martin Luther King.
- Hollywood Bowl em Los Angeles, Califórnia, cerca de 1953 — 1972 que teve um espelho-d'água situado em frente ao palco.

## No Brasil

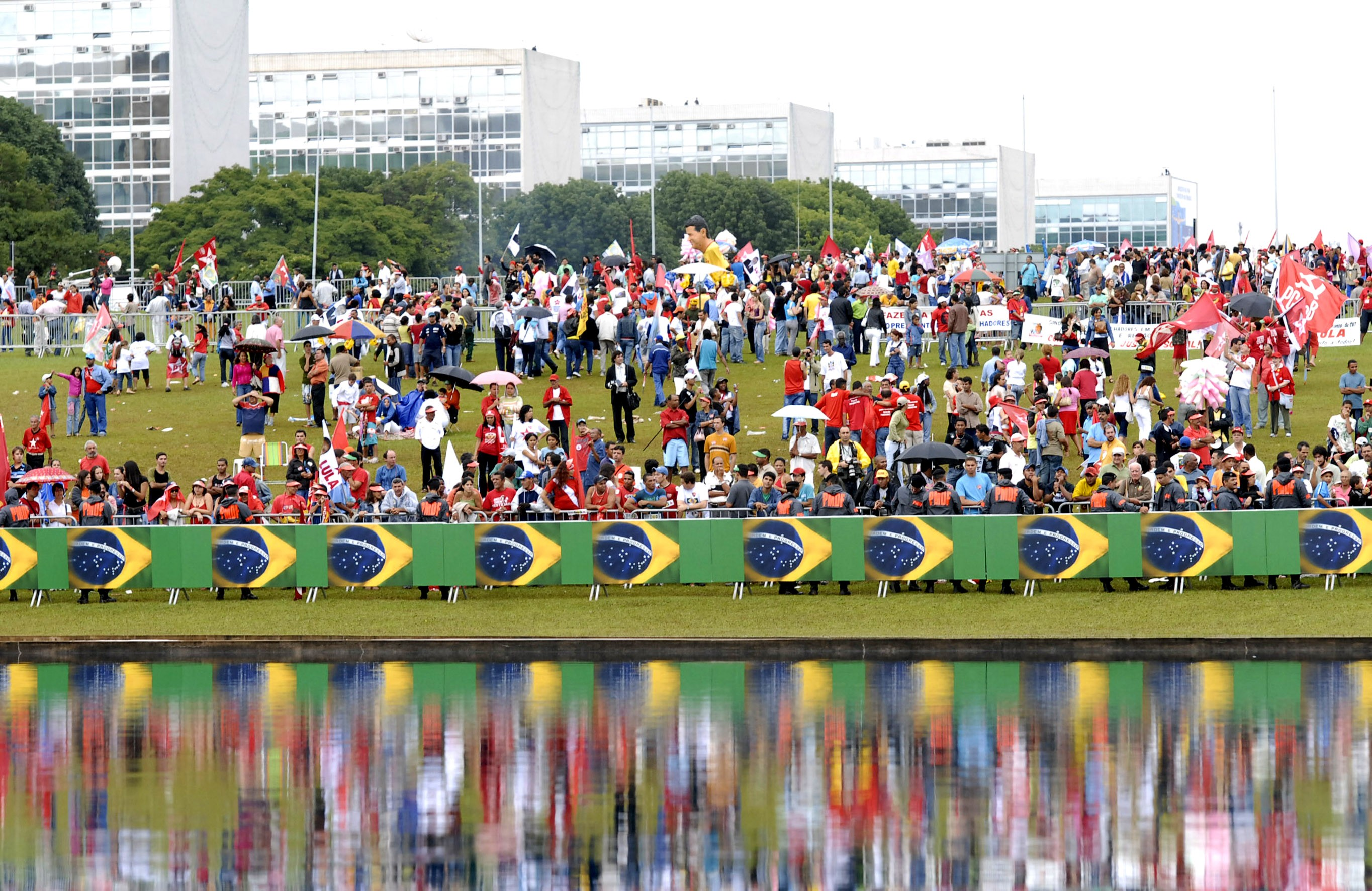
Espelho-d'água no Congresso Nacional.

Os mais conhecidos no Brasil são:

### Brasília
- Congresso Nacional
- Palácio do Planalto
- Palácio da Alvorada
- Palácio Itamaraty